# Tortula afanassievii
Tortula afanassievii är en bladmossart som beskrevs av Lazarenko 1938. Tortula afanassievii ingår i släktet tussmossor, och familjen Pottiaceae. Inga underarter finns listade i Catalogue of Life.